# Palpelius kuekenthali
Palpelius kuekenthali là một loài nhện trong họ Salticidae.
Loài này thuộc chi Palpelius. Palpelius kuekenthali được Mary Agard Pocock miêu tả năm 1897.